# 루비 (1968년 텔레노벨라)
《루비》(스페인어: Rubí)은 1968년 방영된 멕시코의 텔레노벨라이다.